# Fotodióda
A fotodióda fényérzékeny dióda. Fény hatására a zárórétegben a belső fényelektromos hatás miatt töltéshordozók szabadulnak fel, a fotodióda vezetővé válik. A fotodióda külső feszültség nélkül fényelemként működik. A fotodiódákat elsősorban mérési és vezérlési feladatokban használják. A fotodiódák mindig záróirányban működnek.

## Tulajdonságai
A fotodióda alapvető paraméterei az alábbiak:
Érzékenység
a létrejövő áram és a beeső fényteljesítmény aránya, amelyet fényelektromos vezetési üzemmódban általában A/W mennyiségben fejeznek ki. Az érzékenység kvantumhatásfokként vagy a fény által létrehozott töltéshordozók és a beeső fotonok hányadosaként is kifejezhető, ebben az esetben értéke mértékegység nélküli szám.
Sötétáram
A diódán átfolyó áram megvilágítás nélkül. A sötétáram magában foglalja a háttérsugárzás által generált áramot, valamint a félvezető átmenet telítési áramát. A sötétáramot kalibrációval kell kiegyenlíteni, amennyiben a fotodiódát pontos fényerősség mérésére akarjuk felhasználni.

## Érzékelők anyaga
A felhasznált érzékelő anyagok meghatározzák a fotodiódák főbb tulajdonságait. Az anyag megválasztása, a sugárzás hullámhosszának meghatározott keskeny sávjában teszi érzékennyé a fotodiódát.
Általánosan használt anyagok, fotodiódák előállítására:
| Anyag                  | Hullámhossz tartomány (nm) |
| ---------------------- | -------------------------- |
| Kadmium-szulfid        | 300–850                    |
| Szilicium              | 190–1100                   |
| Germánium              | 400–1700                   |
| Indium-gallium-arzenid | 800–2600                   |
| Ólom-szulfid           | <1000-3500                 |
| Indium-antimonid       | 1000-8000                  |

## Felhasználása
A fotodiódát tömegesen alkalmazzák a távirányítóval ellátott kereskedelmi elektronikai eszközökben, mint pl. CD-, DVD-lejátszó, televízió, videómagnó stb.